# Шестидневная война Наполеона
Шестидневная война Наполеона — разгром Наполеоном Силезской прусско-русской армии фельдмаршала Блюхера в четырёх сражениях, произошедших на территории Франции в течение 6 дней с 9 по 14 февраля 1814 года.
Наполеон воспользовался разбросанным положением корпусов Силезской армии при их движении на Париж, атаковал всей армией каждый корпус по отдельности в долине реки Марны (прим. в 100 км к востоку от Парижа), и лишь наступление на Париж Главной армии союзников под началом австрийского фельдмаршала Шварценберга спасло армию Блюхера от полного уничтожения.

## Предыстория
К 26 января 1814 года австро-русско-немецкие корпуса союзников, вторгшиеся во Францию с целью свержения Наполеона, собрались на пространстве между правыми притоками Сены Марной и Обом, примерно в 200 км к востоку от Парижа.
29 января 1814 Наполеон атаковал армию Блюхера, слабейшую из 2 союзных, под Бриенном и заставил её отступить на несколько километров к югу на более выгодную позицию на высотах Транна, где Блюхер соединился с Главной (Богемской) армией австрийского фельдмаршала Шварценберга. Потери в сражении под Бриенном с обеих сторон составили по 3 тысячи человек.
Соотношение сил после соединения союзных войск склонилось на сторону 6-й коалиции, и русский император Александр I настоял на наступлении. Войска под командованием Блюхера выбили 1 февраля Наполеона с позиции под Ла-Ротьером. Противники потеряли по 6 тысяч солдат. Наполеон отступил в Труа за реки Об и Сену, на берегах которых были оставлены сильные арьергарды, чтоб скрыть и обезопасить это движение.
Развивая успех, союзники решили двинуться на Париж. Главная армия Шварценберга должна была наступать вдоль долины Сены, имея перед собой главные силы Наполеона. Силезская армия Блюхера двинулась на Париж через долину реки Марны (впадает в Сену возле Парижа), имея перед собой слабые корпуса французских маршалов Макдональда и Мармона.
Из-за медлительности Шварценберга, причина которой были не военная необходимость, a желание австрийского кабинета сохранить баланс сил в Европе, разбитая французская армия спокойно восстанавливала силы в Труа до 6 февраля, пополняясь подкреплениями, а затем переместилась в Ножан, оставив 40-тысячный заслон под командованием маршалов Виктора и Удино против Шварценберга. Главная армия Шварценберга совершала всё это время не вполне понятные манёвры, в результате которых она продвигалась крайне медленными темпами.
В то же время Блюхер, напротив, развил энергичное преследование слабого корпуса Макдональда с целью отрезать его от Наполеона. В ходе наступления армия Блюхера отогнала Макдональда, но оказалась разбросанной корпусами на большом расстоянии, причём из-за отсутствия кавалерии Блюхер не располагал сведениями о перемещениях французской армии. Между топтавшейся на месте возле Труа Главной армией союзников и Блюхером образовался разрыв, не позволяющий Блюхеру вовремя получать подкрепления и помощь от Шварценберга.
Наполеон решил атаковать во фланг слабейшую армию союзников — армию Блюхера, разбросанную вдоль Марны и к тому же подошедшую ближе 100 км к Парижу. Присоединив утром 10 февраля корпус Мармона и в марше форсировав Сен-Гондские болота, он вышел к местечку Шампобер, внезапно оказавшись на внутренних сообщениях армии Блюхера. Так началась серия побед Наполеона над Силезской армий Блюхера, получившая среди историков название 6-дневная война.

## Хронология
- 9 февраля 1814 — Наполеон выступил из Ножана на армию Блюхера.
- 10 февраля 1814 — сражение при Шампобере — полный разгром русского корпуса Олсуфьева (3700 чел. при 25 орудиях)
- 11 февраля 1814 — сражение при Монмирале — поражение русского корпуса Остен-Сакена (14 тыс.), поддержанного прусской бригадой Йорка (4 тыс.).
- 12 февраля 1814 — Сражение при Шато-Тьерри — поражение корпусов Йорка (18 тыс.) и Остен-Сакена (11 тыс.)
- 13 февраля 1814 — Наполеон дал отдых своей армии в Шато-Тьерри. Блюхер оттеснил корпус маршала Мармона к Вошану.
- 14 февраля 1814 — сражение при Вошане — разгром русского корпуса Капцевича и прусского корпуса Клейста (всего до 20 тыс.).

## Силы противников и диспозиция
К 10 февраля русский корпус генерала от инфантерии Остен-Сакена (14 тыс. солдат) из армии Блюхера находился западнее остальных корпусов, возле Лаферте (примерно 75 км к востоку от Парижа), где по замыслу отрезал Макдональда от Наполеона. Прусский корпус генерала Йорка (18 тыс. солдат), висевший на хвосте Макдональда, упустил последнего за реку Марну и расположился севернее у Шато-Тьерри.
Штаб Блюхера находился в Берже близ Вертю, где командующий ожидал подход с Рейна прусского корпуса Клейста и русского 10-го пех. корпуса Капцевича. Оба корпуса по плану должны были подходить к Сезанну, начиная с 10 февраля, и вместе с корпусом Олсуфьева сформировать группировку силой в 19 тыс. солдат. Однако 9 февраля Наполеон выгнал казаков Карпова из Сезанна, а корпуса Клейста и Капцевича сильно задержались из-за плохих дорог (сезон распутицы) и усталости солдат.
Возле Шампобера, недалеко от штаба Блюхера, оказался русский 9-й пех. корпус Олсуфьева, сильно ослабленный предыдущими боями и отсутствием нормального снабжения. Вследствие непополнения личного состава корпус Олсуфьева был значительно слабее полностью укомплектованной дивизии, насчитывая 3700 солдат при 24 орудиях.
Армия Наполеона состояла из 2 дивизий Старой гвардии (Мортье, 8 тыс.), 2 дивизий Молодой гвардии (Ней, 6 тыс.), корпуса Мармона (6 тыс.): всего 20 тыс. пехоты. Кавалерии насчитывалось 10 тыс.: гвардейская кавалерия Груши (6 тыс.), 1-й кав. корпус (2 тыс.) и корпус Дефранса (2 тыс.). Всего в распоряжении Наполеона было около 30 тысяч солдат и 120 орудий, согласно оценке самого Наполеона в письме от 9 февраля.
В том же письме в Париж Наполеон набросал своему брату Жозефу план кампании:

«Я оцениваю силы противника в 45 тыс. Силезской армии и 150 тыс. армии Шварценберга, включая иррегулярные войска. Если мне сопутствует успех в разгроме армии Блюхера, то, сделав её неспособной к боевым действиям в течение нескольких дней, я смогу с 70 или 80 тыс. солдат обойти армию Шварценберга … Если я недостаточно силён, чтобы атаковать его, я смогу, по крайней мере, сдерживать его в течение ночи, или 3 недель, пока не представится возможности для новых комбинаций».

## 10 февраля. Сражение при Шампобере

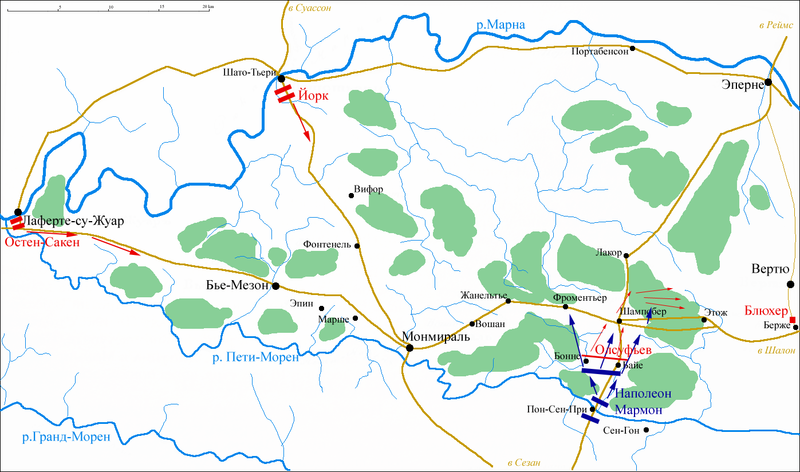
День первый, 10 февраля 1814.
«Кампания 6 дней» Наполеона

В письме брату Жозефу от 9 февраля Наполеон сообщает, что рассчитывает разгромить под Монмиралем 15-тысячный корпус Остен-Сакена. Однако корпус Остен-Сакена 9 февраля вышел из Монмираля и находился гораздо западнее, возле Лаферте, а под Шампобером (фр. Champaubert) Наполеон наткнулся на малочисленный корпус Олсуфьева.
Олсуфьев не имел кавалерии и поэтому не мог выставить дальние дозоры. Утром 10 февраля стало известно о неожиданном появлении значительных сил противника с юга, со стороны Сезанна.
Первые атаки французов были отбиты, но вскоре Олсуфьев был вынужден втянуть в бой все наличные силы, заняв позицию между деревнями Байе и Банне, где до полудня удавалось отбивать разрозненные атаки подходивших войск Наполеона.
Около полудня на поле боя прибыл сам Наполеон с гвардией. Атаки возобновились с удвоенной силой, и около 13.30 деревня Байе была в руках французов. На военном совете русские генералы высказались за отступление в Вертю, на соединение с Блюхером. Однако пришёл приказ командующего Блюхера, согласно которому Олсуфьев должен был до последнего оборонять Шампобер, как пункт, связывающий главную квартиру Блюхера с другими частями его армии. На выручку Олсуфьеву по приказу Блюхера должны были двинуться другие корпуса Силезской армии — Йорка и Остен-Сакена.
Упорное сопротивление русских заставляло Наполеона думать о сильных резервах у Блюхера. Более того, Наполеон ошибочно преувеличил численность русских до 18 тысяч, что заставило его вместо быстрого уничтожения русского корпуса лобовой атакой предпринять обходные манёвры с целью перерезать вероятные пути отступления на восток (Этож) к Блюхеру и на запад (Монмираль) к Остен-Сакену. В одной из стычек был захвачен в плен сам Олсуфьев. Командование принял командир 15-й дивизии, генерал-майор Корнилов. Около 1700 человек из корпуса Олсуфьева вынесли своих раненых и вышли к расположению Блюхера. Удалось сохранить все знамёна и 15 орудий.
Согласно рапорту Корнилова, 9-й корпус Олсуфьева потерял 2 тысячи убитыми и пленными, к своим вынесли более 270 раненых. В бою потеряно 9 из 24 орудий. Впоследствии остатки 9-го корпуса были присоединены к 10-му корпусу Капцевича.

## 11 февраля. Сражение при Монмирале

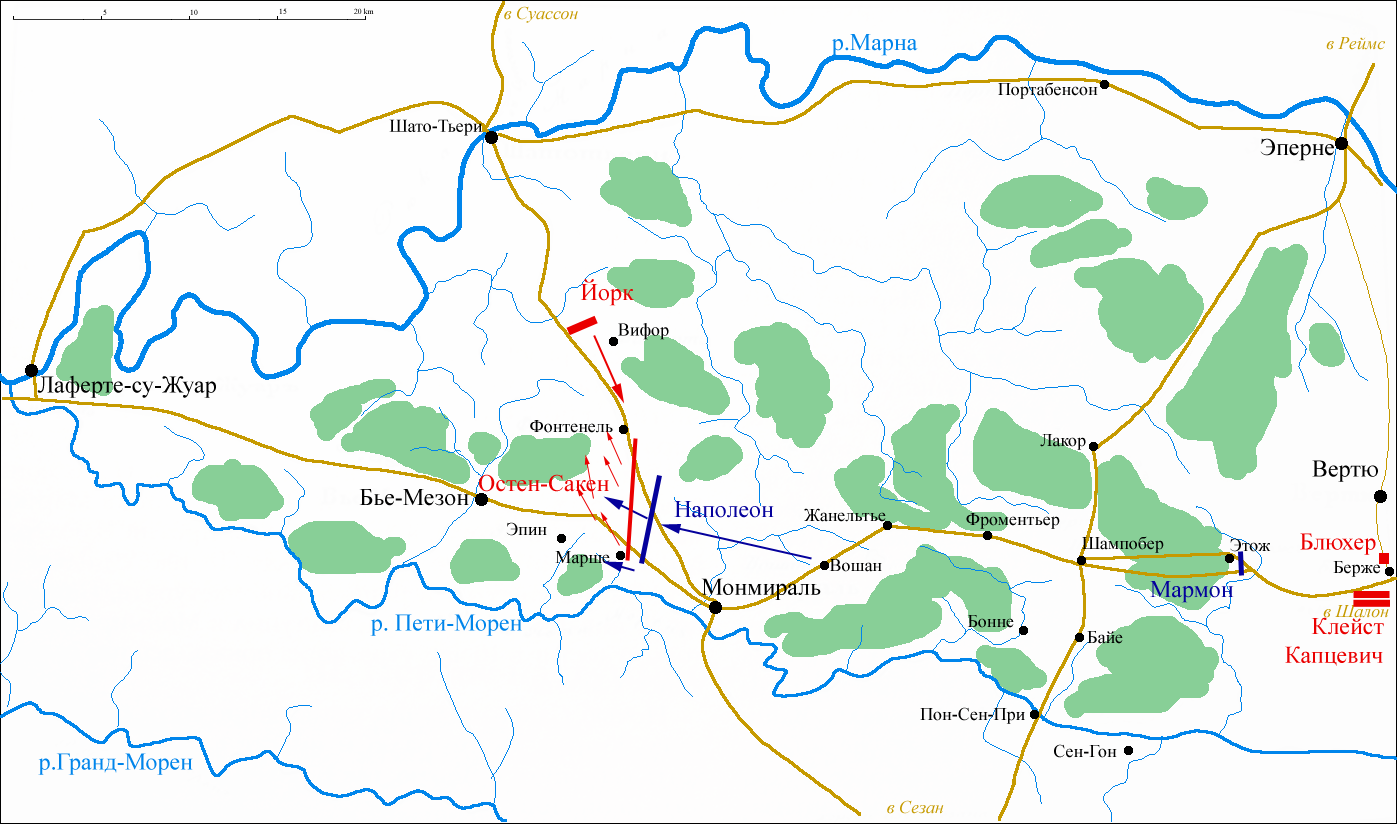
День второй, 11 февраля 1814.
«Кампания 6 дней» Наполеона

После разгрома корпуса Олсуфьева, Наполеон на следующий день 11 февраля стремительно развернулся на запад, оставив отряд Мармона как заслон против Блюхера, и занял Монмираль, где сходились разные дороги, прежде союзников.
Русский корпус генерала от инфантерии Остен-Сакена, двинувшийся на выручку Олсуфьеву, насчитывал 14 тысяч солдат. Позднее, уже в ходе сражения, к нему присоединилась прусская бригада из корпуса Йорка в 4 тысячи солдат.
Наполеон, после отделения Мармона, имел под командованием 20 тысяч наиболее боеспособных солдат гвардии, согласно его письму от 10 февраля из Шампобера.
K 11 февраля Блюхер имел в распоряжении под Берже 14 тыс. солдат (включая 400 кавалеристов) из прусского корпуса Клейста и русского 10-го пех. корпуса Капцевича, однако, дезорганизованный быстрым перемещением армии Наполеона, прусский фельдмаршал оставался на месте, заняв оборонительную позицию. Как признался барон Мюффлинг из штаба Блюхера, фельдмаршал рассчитывал, что Остен-Сакен вовремя отступит перед Наполеоном на соединение с Йорком, и в крайнем случае союзные корпуса безопасно уйдут за Марну.

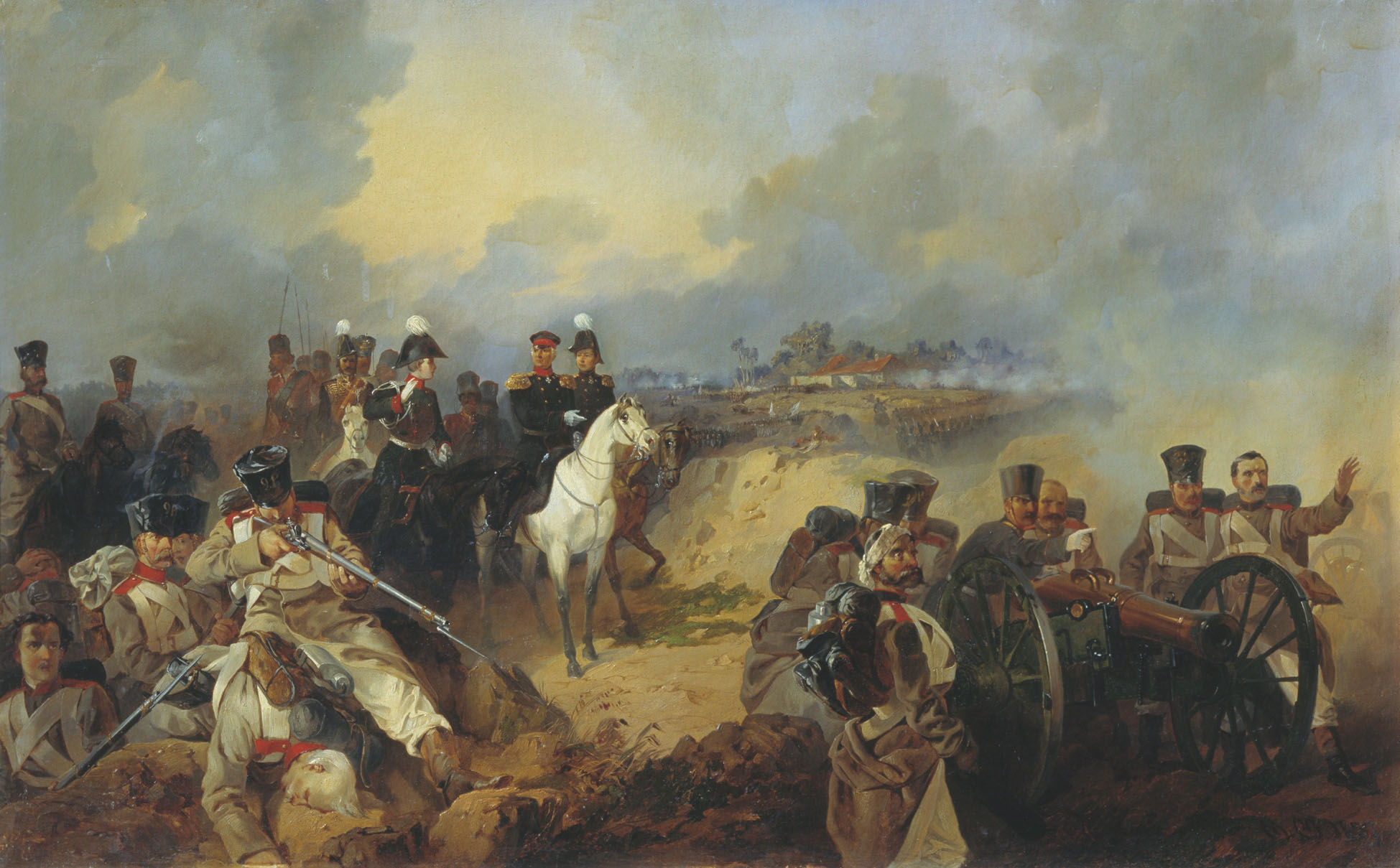
Сражение при Монмирале. М. Микешин. 1857

Остен-Сакен предпочёл завязать бой в 9 часов утра. Только одна прусская бригада из корпуса Йорка, без артиллерии, смогла подтянуться к 3 часам дня на левый фланг Сакена. В ходе ожесточённого сражения дивизия Старой гвардии во главе с Фрианом обошла деревню Марше и заняла деревню Эпин в тылу русских, перерезав таким образом дорогу для отступления. Одновременно другая гвардейская дивизия Рикара контратаковала Марше и выбила русских с позиции. Войскам Остен-Сакена ничего не оставалось, как отступать на север в сторону Шато-Тьерри прямо по полю, раскисшему от грязи. Пытаясь отрезать правый фланг Сакена, Наполеон прорвал центр русского расположения, но русские полки смогли пробиться штыками. Французы пытались организовать преследование кавалерией, однако распутица и топко-лесистая местность позволили частям Сакена отбиться и на другой день занять новую позицию на дороге к Шато-Тьерри совместно с пруссаками Йорка.
Потери русских в этот день составили от 3 до 4 тыс. человек, Наполеон потерял от 2 до 3 тыс. солдат.

## 12 февраля. Сражение при Шато-Тьерри

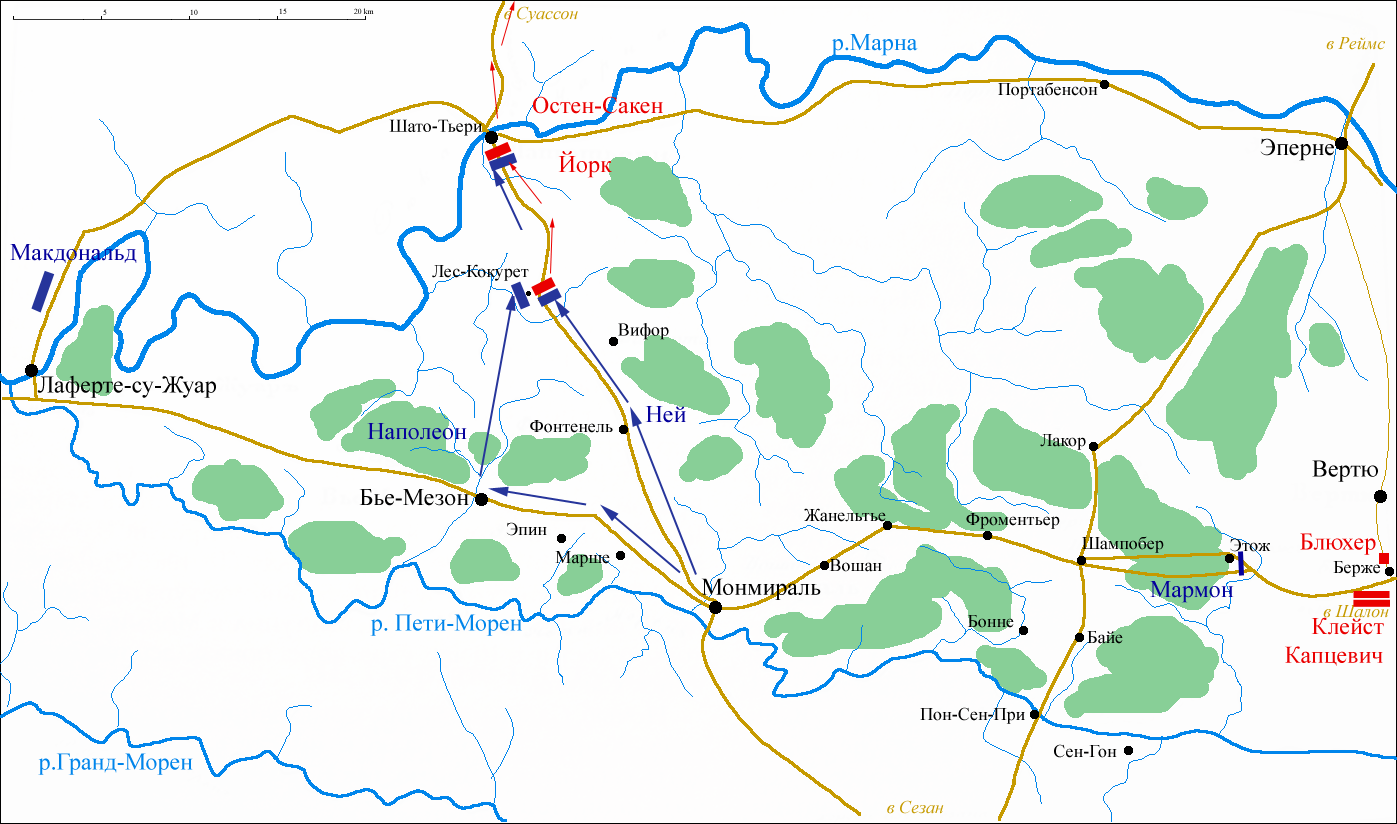
День третий, 12 февраля 1814.
«Кампания 6 дней» Наполеона

Утром 12 февраля союзники заняли позицию за ручьём в районе местечка Лес-Какурет. К Йорку подтянулась прусская кавалерия генерала Юграца, к Наполеону подошли 2500 кавалеристов генерала Жермена, которых послал маршал Макдональд.
Наполеон послал маршала Нея по прямой дороге Монмираль— Шато-Тьерри, а сам двинулся на союзников по обходной дороге Бье-Мезон— Шато-Тьерри, которая оказалась не защищённой. Наполеон атаковал 4 кав. дивизиями русские полки, построенные в каре. Французам удалось разбить пехотное каре, так что солдаты союзников спаслись в лесу, где кавалерия не могла их преследовать. Йорк приказал союзным войскам отступать в Шато-Тьерри, к месту переправы через Марну.
Для прикрытия отступления на другой берег Марны перед Шато-Тьерри были выдвинуты 4 русских и 3 прусских батальона. Наполеон превосходящими силами обрушился на арьергард и скоро отбросил его в Шато-Тьерри. Сражение на улицах городка ещё продолжалось, когда мост через Марну был взорван. Оставшимся в Шато-Тьерри солдатам союзников ничего не оставалось, как сложить оружие, но зато преследование корпусов Йорка и Остен-Сакена стало невозможным.
Наполеон послал приказ маршалу Макдональду, которого Йорк незадолго до сражения отогнал за Марну, вернуться к Шато-Тьерри с тем, чтобы атаковать деморализованные войска союзников на том берегу Марны. Макдональд не получил приказа вовремя, и корпуса Йорка и Сакена беспрепятственно двинулись на соединение с Блюхером.
Под Шато-Тьерри русские потеряли почти 1500 человек, пруссаки 1250 и французы всего 600, согласно оценкам современного автора Д. Чандлера.

## 13 февраля
В этот день Наполеон дал отдых войскам, ожидая восстановления моста через Марну.
Блюхер, оказавшийся отрезанным в своей штаб-квартире в Берже от своей армии, собирал силы. Ещё 11 февраля к нему с задержкой подошли корпуса Клейста и Капцевича (всего 15—17 тыс.), а также остатки разгромленного корпуса Олсуфьева (1500 солдат). Блюхер опасался нападать на Наполеона без сильной кавалерии, и лишь получив 13 февраля в подкрепление 2 кав. полка, решился напасть на корпус маршала Мармона (6—8 тыс.), поставленный Наполеоном как заслон.
Мармон стал отходить без боя. Блюхер собирался ударить в тыл Наполеону, который по его диспозиции должен преследовать корпуса Йорка и Сакена. Блюхер не знал о том, что эти корпуса после боя под Шато-Тьерри были отброшены за Марну.

## 14 февраля. Сражение при Вошане

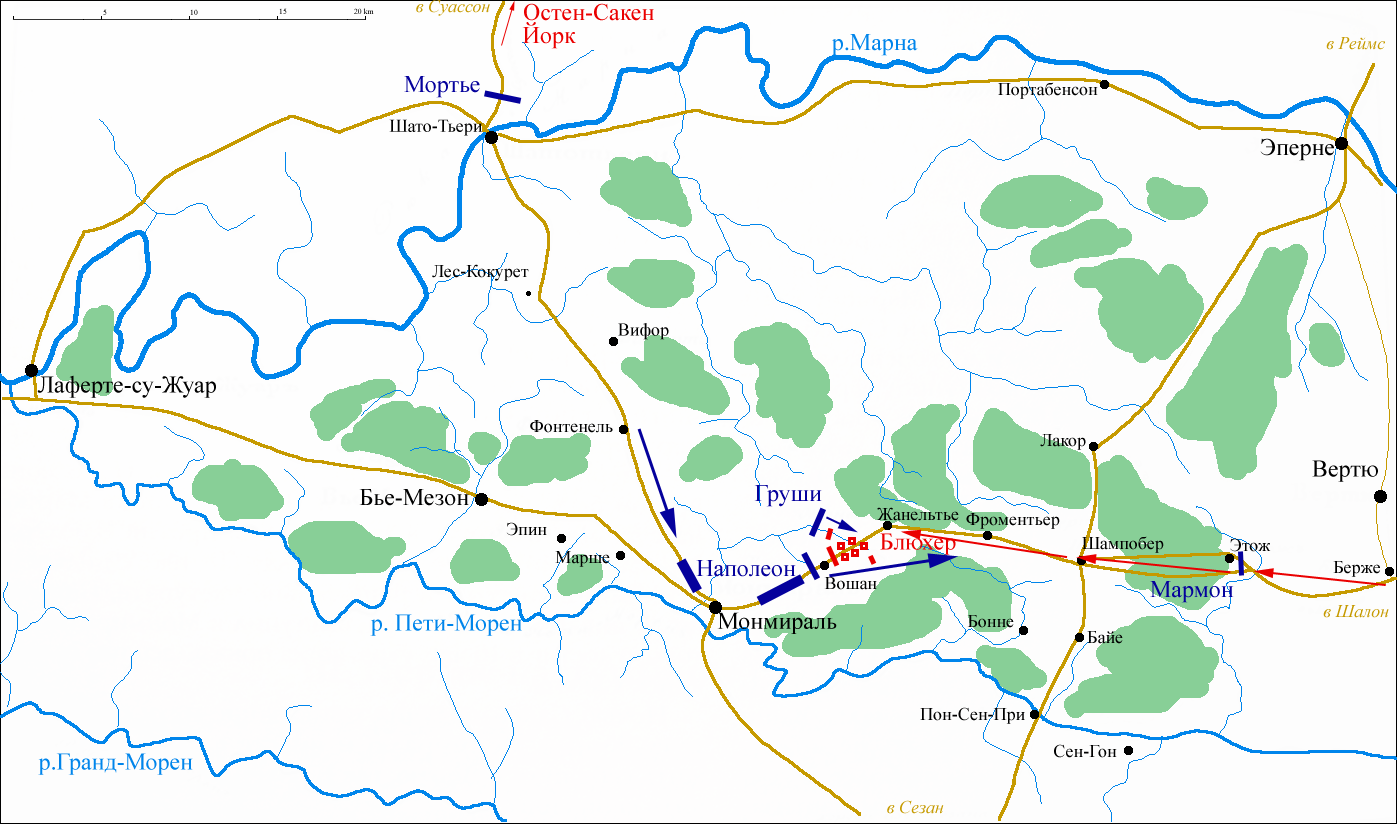
День пятый, 14 февраля 1814.
«Кампания 6 дней» Наполеона

Узнав о наступлении Блюхера, Наполеон ранним утром 14 февраля отправился с армией на выручку отступающему Мармону и в 9 часов утра соединился с ним у Монмираля. Ровно в 3 часа утра Наполеон в Шато-Тьерри продиктовал письмо брату Жозефу в Париж:

«Сейчас 3 часа утра… Герцог Рагузский [маршал Мармон] был вчера в Этоже и отступает к Фроментьеру… Я немедленно начинаю. К 8 утра я буду там. Я намереваюсь атаковать противника и надеюсь хорошенько побить его в течение дня и, таким образом, уничтожить очередной его корпус».

Наполеон застал корпус Мармона за Вошаном, сама деревня была занята пруссаками под началом Цитена. С 11 часов утра французская дивизия Рикарда дважды атаковала Вошан, но была отбита. Наполеон послал кавалерию маршала Груши обойти деревню слева, одновременно дивизия Лагранжа совершила обход справа. Пять батальонов Цитена отступили от деревни, подвергнувшись мощной кавалерийской атаке. Из них уцелело только 500 человек.
В решающий момент к французам подошла дивизия Леванта, прибывшая из Испании.
Блюхер, оценив превосходство французов в кавалерии и убедившись, что прибыл сам Наполеон с армией, построил пехоту в каре для отступления. Немногочисленная прусская кавалерия прикрыла фланги. Выйдя по шоссе в узкий проход между лесами, каре перестроились в пехотные колонны по обе стороны шоссе. По шоссе, отстреливаясь, двигалась артиллерия. К заходу солнца каре Блюхера в порядке достигли Шампобера.

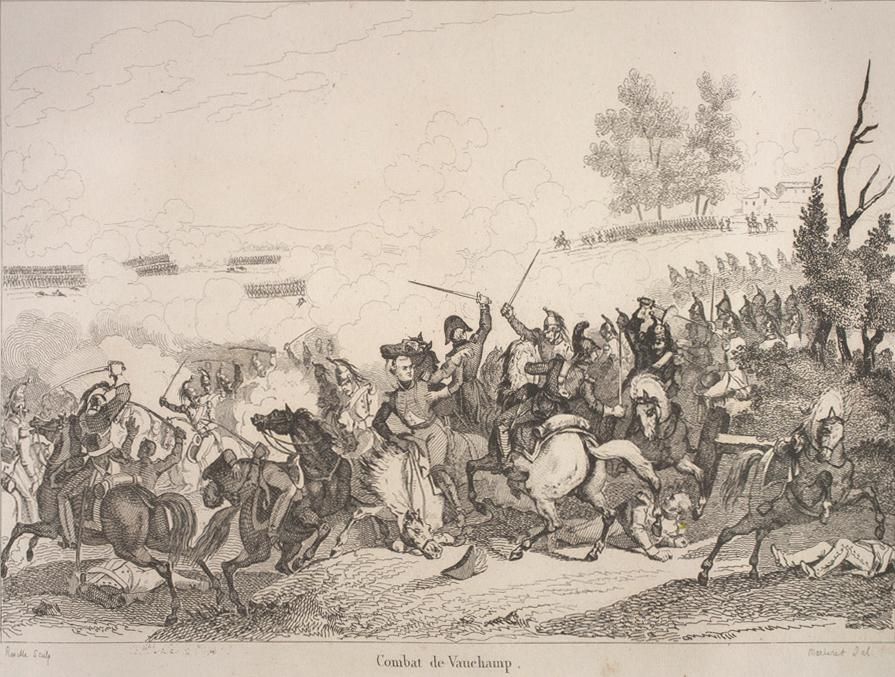
Сражение под Вошаном. Гравюра XIX века

Однако кавалерия Груши обошла Шампобер, перехватив путь дальнейшего отступления к Этожу. Войска Блюхера пошли на прорыв. Гвардейская французская артиллерия застряла в грязи на обходных дорогах, так что конница не могла сдержать пехоту Блюхера. Два русских батальона при отступлении были изрублены, два прусских полка не смогли следовать в колоннах и сдались. К ночи войска союзников достигли Этожа и продолжили путь к лагерю в Берже.
В 10 часов вечера маршал Мармон послал дивизию Леванта и кирасир, чтобы совершить тихий обход Этожа слева и обрушиться ночью на рассеянных в деревне союзников. Внезапная ночная атака на замыкающий арьергард, русскую дивизию, имела успех. В ходе боя упал мост через болотистую канаву, так что отрезанные от ушедшей армии солдаты оказались в ловушке. Командир русской 8-й пехотной дивизии Урусов был захвачен со своим штабом в плен. В плен попали также 600 человек из его дивизии, французы захватили 4 орудия.
Потери союзников составили, по разным оценкам, от 6 тыс. до 8 тыс. солдат. Согласно надписи на 52-й стене галереи воинской славы Храма Христа Спасителя, корпус Капцевича под Вошаном потерял 2 тыс. человек (по численности он в 2 раза уступал корпусу Клейста). Потери самого Наполеона составили около 1200 человек, по французским источникам.
Блюхер смог организовать оборону и ночлег только в Берже, откуда он затем отступил в Шалон, где соединился 17 февраля с Йорком и Остен-Сакеном.

## Итоги
Союзники в общей сложности потеряли 15—18 тыс. чел. (почти треть Силезской армии), до 50 орудий и значительную часть обозов.
План Наполеона заключался в том, чтобы преследовать Блюхера до Шалона, уничтожить остатки его армии, а затем, собрав все силы в кулак, ударить в тыл Главной армии союзников. Наступление Главной армии, которое уже угрожало Парижу, вынудило Наполеона отстать от Блюхера.
Шварценберг повторил ошибку Блюхера, раскидав корпуса на большом расстоянии, что позволило Наполеону в ряде боёв нанести поражения отдельным частям союзников. Самым крупным из них было сражение при Монтро 18 февраля. Союзники предложили Наполеону перемирие, от которого тот отказался, стараясь с помощью оружия выторговать более благоприятные условия мира.
Шварценберг отошёл к Труа, где соединился с Силезской армией Блюхера, а затем к исходной позиции наступления, в район Бар-сюр-Об и Бар-сюр-Сен.
23 февраля 1814 года Наполеон вернулся в Труа, оставленный им 18 дней назад после поражения при Ла-Ротьере. В результате 6-дневной войны инициатива в кампании перешла в руки французского императора.